# Sächsmoor
Sächsmoor är en bergstopp i Schweiz.   Den ligger i distriktet Wahlkreis Sarganserland och kantonen Sankt Gallen, i den östra delen av landet, 140 km öster om huvudstaden Bern. Toppen på Sächsmoor är 2 196 meter över havet, eller 71 meter över den omgivande terrängen. Bredden vid basen är 0,11 km.
Terrängen runt Sächsmoor är bergig norrut, men söderut är den kuperad. Närmaste större samhälle är Walenstadt, 8,4 km nordost om Sächsmoor. 
I omgivningarna runt Sächsmoor växer i huvudsak blandskog. Runt Sächsmoor är det ganska tätbefolkat, med 60 invånare per kvadratkilometer.